# Domburg
Domburg – miasto w Surinamie, w dystrykcie Wanica.